# Campeonato de Primera C 2009-10 (Argentina)
El Campeonato de Primera C 2009-10 fue la septuagésima sexta temporada de la categoría y la vigésimo tercera de esta división como cuarta categoría del fútbol argentino. Fue disputado entre el 22 de agosto de 2009 y el 13 de mayo de 2010.
Para este torneo se incorporaron Talleres (RE), descendido de la Primera B y Midland, campeón de la Primera D.
El campeón fue Barracas Central, que de esta manera obtuvo el único ascenso directo que entregaba el certamen. El ganador del Torneo reducido fue Talleres (RE), que cayó luego frente a Almagro en la promoción con un equipo de la Primera B y no logró retornar a dicha categoría.
Asimismo, el torneo determinó el descenso de Barracas Bolívar, que estaba en la categoría desde 2004, último en la tabla de promedios, y de Argentino de Rosario, que perdió en la Promoción frente a Liniers, ganador del Reducido de la Primera D.

## Ascensos y descensos
| Promedio | Descendido de la Primera C 2008-09 |
| -------- | ---------------------------------- |
| 20.°     | Cañuelas                           |

| Posición | Ascendido de la Primera D 2008-09 |
| -------- | --------------------------------- |
| 1.°      | Midland                           |

| Posición | Ascendido a la Primera B 2009-10 |
| -------- | -------------------------------- |
| 1.°      | Villa San Carlos                 |

| Promedio | Descendido de la Primera B 2008-09 |
| -------- | ---------------------------------- |
| 21.º     | Talleres (RE)                      |

## Equipos participantes
| Equipo                   | Ciudad               | Estadio                    | Capacidad |
| ------------------------ | -------------------- | -------------------------- | --------- |
| Argentino (M)            | Merlo                | Argentino de Merlo         | 11 000    |
| Argentino (R)            | Rosario              | José Martín Olaeta         | 6800      |
| Barracas Bolívar         | Bolívar              | Municipal de Bolívar       | 4000      |
| Barracas Central         | Buenos Aires         | Barracas Central           | 4400      |
| Berazategui              | Berazategui          | Norman Lee                 | 5500      |
| Defensores de Cambaceres | Ensenada             | 12 de Octubre              | 3000      |
| Defensores Unidos        | Zárate               | Gigante de Villa Fox       | 6000      |
| Deportivo Laferrere      | Laferrere            | Ciudad de Laferrere        | 10 000    |
| El Porvenir              | Gerli                | Gildo Francisco Ghersinich | 14 000    |
| Excursionistas           | Buenos Aires         | Excursionistas             | 7200      |
| Fénix                    | Pilar                | Carlos Barraza             | 6000      |
| General Lamadrid         | Buenos Aires         | Enrique Sexto              | 3500      |
| Justo José de Urquiza    | Loma Hermosa         | Ramón Roque Martín         | 2500      |
| Leandro N. Alem          | General Rodríguez    | Leandro N. Alem            | 4000      |
| Luján                    | Luján                | Municipal de Luján         | 2000      |
| Midland                  | Libertad             | Ciudad de Libertad         | 7000      |
| Sacachispas              | Buenos Aires         | Roberto Larrosa            | 4000      |
| San Miguel               | Los Polvorines       | Malvinas Argentinas        | 11 000    |
| Talleres                 | Remedios de Escalada | Talleres                   | 10 000    |
| Villa Dálmine            | Campana              | Coliseo de Mitre y Puccini | 12 000    |

|  |

### Distribución geográfica de los equipos
| Región                                   | Cant. | Equipos |
| ---------------------------------------- | ----- | --- |
| Conurbano bonaerense                     | 9     | Argentino de Merlo, Berazategui, Deportivo Laferrere, El Porvenir, Fénix, Justo José de Urquiza, Midland, San Miguel y Talleres |
| Interior de la provincia de Buenos Aires | 5     | Barracas Bolívar, Defensores Unidos, Leandro N. Alem, Luján y Villa Dálmine                                                     |
| Ciudad de Buenos Aires                   | 4     | Barracas Central, Excursionistas, General Lamadrid y Sacachispas                                                                |
| Gran La Plata                            | 1     | Defensores de Cambaceres |
| Ciudad de Rosario                        | 1     | Argentino |

## Formato

### Competición
Se disputó un torneo de 38 fechas por el sistema de todos contra todos, ida y vuelta.

### Ascensos
El equipo que más puntos obtuvo se consagró campeón y ascendió directamente. Los equipos ubicados entre el segundo y el noveno puesto de la tabla de posiciones final clasificaron al Torneo reducido, cuyo ganador disputó la promoción contra un equipo de la Primera B.

### Descensos
El promedio se calculó con los puntos obtenidos en la fase regular de los torneos de 2007-08, 2008-09 y 2009-10. El equipo que ocupó el último lugar de la tabla de promedios descendió a la Primera D, mientras que el anteúltimo disputó una promoción contra un equipo de esa categoría.

## Tabla de posiciones final
| Pos | Equipo               | Pts | PJ | PG | PE | PP | GF | GC | Dif |
| --- | -------------------- | --- | -- | -- | -- | -- | -- | -- | --- |
| 1   | Barracas Central     | 73  | 38 | 21 | 10 | 7  | 55 | 24 | +31 |
| 2   | Excursionistas       | 73  | 38 | 21 | 10 | 7  | 57 | 28 | +29 |
| 3   | Defensores Unidos    | 65  | 38 | 19 | 8  | 11 | 59 | 43 | +16 |
| 4   | Sacachispas          | 58  | 38 | 16 | 10 | 12 | 52 | 52 | 0   |
| 5   | Talleres (RE)        | 57  | 38 | 15 | 12 | 11 | 46 | 40 | +6  |
| 6   | J.J. Urquiza         | 55  | 38 | 15 | 10 | 13 | 45 | 41 | +4  |
| 7   | Argentino de Rosario | 54  | 38 | 16 | 6  | 16 | 50 | 42 | +8  |
| 8   | El Porvenir          | 53  | 38 | 13 | 14 | 11 | 39 | 43 | -4  |
| 9   | Midland              | 53  | 38 | 12 | 17 | 9  | 27 | 32 | -5  |
| 10  | San Miguel           | 52  | 38 | 14 | 10 | 14 | 36 | 37 | -1  |
| 11  | Deportivo Laferrere  | 50  | 38 | 13 | 11 | 14 | 41 | 38 | +3  |
| 12  | Berazategui          | 48  | 38 | 13 | 9  | 16 | 34 | 38 | -4  |
| 13  | Def. de Cambaceres   | 48  | 38 | 12 | 12 | 14 | 40 | 54 | -14 |
| 14  | Leandro N. Alem      | 46  | 38 | 9  | 19 | 10 | 38 | 42 | -4  |
| 15  | Fénix                | 46  | 38 | 12 | 10 | 16 | 45 | 50 | -5  |
| 16  | General Lamadrid     | 43  | 38 | 11 | 10 | 17 | 41 | 52 | -11 |
| 17  | Argentino de Merlo   | 42  | 38 | 10 | 12 | 16 | 30 | 40 | -10 |
| 18  | Villa Dálmine        | 40  | 38 | 10 | 10 | 18 | 27 | 39 | -12 |
| 19  | Luján                | 37  | 38 | 9  | 10 | 19 | 35 | 45 | -10 |
| 20  | Barracas Bolívar     | 37  | 38 | 9  | 10 | 19 | 27 | 44 | -17 |

|  | Asciende directamente a la Primera B.               |
|  | Participan del reducido por el ascenso a Primera B. |
|  | Ganador del reducido.                               |

## Desempate por el campeonato
Al finalizar igualados en la primera ubicación de la tabla de posiciones final de campeonato, Barracas Central y Excursionistas debieron disputar un partido desempate en cancha neutral para definir al campeón, que además obtendría el ascenso directo a la Primera B Metropolitana.
| Barracas Central                                                              | 1 - 0 | Excursionistas | Don León Kolbowsky | 18 de abril |
| Barracas Central se consagró campeón y ascendió a la Primera B Metropolitana. |       |                |                    |             |

## Tabla de promedios
| Pos. | Equipo               | PJ  | 2007-08 | 2008-09 | 2009-10 | Total | Promedio |
| ---- | -------------------- | --- | ------- | ------- | ------- | ----- | -------- |
| 1    | Barracas Central     | 114 | 62      | 51      | 73      | 186   | 1,631    |
| 2    | Excursionistas       | 114 | 44      | 68      | 73      | 185   | 1,622    |
| 3    | Berazategui          | 76  | 0       | 68      | 48      | 116   | 1,526    |
| 4    | Deportivo Laferrere  | 114 | 65      | 57      | 50      | 172   | 1,508    |
| 5    | Talleres (RE)        | 38  | 0       | 0       | 57      | 57    | 1,500    |
| 6    | Defensores Unidos    | 76  | 0       | 45      | 65      | 110   | 1,447    |
| 7    | Leandro N. Alem      | 114 | 58      | 56      | 46      | 160   | 1,403    |
| 8    | Midland              | 38  | 0       | 0       | 53      | 53    | 1,394    |
| 9    | El Porvenir          | 114 | 60      | 45      | 53      | 158   | 1,386    |
| 10   | J.J. Urquiza         | 114 | 43      | 58      | 55      | 156   | 1,368    |
| 11   | Fénix                | 114 | 70      | 35      | 46      | 151   | 1,324    |
| 12   | Sacachispas          | 114 | 51      | 40      | 58      | 149   | 1,307    |
| 13   | Luján                | 114 | 65      | 46      | 37      | 148   | 1,298    |
| 14   | Villa Dálmine        | 114 | 41      | 66      | 40      | 147   | 1,289    |
| 15   | Def. de Cambaceres   | 76  | 0       | 50      | 48      | 98    | 1,289    |
| 16   | San Miguel           | 114 | 55      | 38      | 52      | 145   | 1,271    |
| 17   | Argentino de Merlo   | 114 | 58      | 45      | 42      | 145   | 1,271    |
| 18   | General Lamadrid     | 114 | 40      | 56      | 43      | 139   | 1,219    |
| 19   | Argentino de Rosario | 114 | 26      | 55      | 54      | 135   | 1,184    |
| 20   | Barracas Bolívar     | 114 | 49      | 33      | 37      | 119   | 1,043    |

|  | Participa de la Promoción por el descenso a la Primera D. |
|  | Desciende directamente a la Primera D.                    |

## Resultados
| Barracas Bolívar | 0 - 1 | Excursionistas      |
| Barracas Central | 1 - 0 | J. J. Urquiza       |
| Fénix            | 0 - 0 | Leandro N. Alem     |
| General Lamadrid | 2 - 0 | Argentino (R)       |
| Villa Dálmine    | 0 - 1 | Cambaceres          |
| San Miguel       | 0 - 1 | Sacachispas         |
| Luján            | 0 - 1 | Deportivo Laferrere |
| FC Midland       | 0 - 0 | El Porvenir         |
| Talleres (RE)    | 0 - 1 | Argentino (M)       |
| Berazategui      | 2 - 0 | Defensores Unidos   |

| El Porvenir         | 1 - 1 | Fénix            |
| Barracas Central    | 3 - 1 | San Miguel       |
| J. J. Urquiza       | 3 - 0 | Barracas Bolìvar |
| Excursionistas      | 0 - 0 | FC Midland       |
| Leandro N. Alem     | 1 - 0 | Villa Dálmine    |
| Argentino (M)       | 0 - 1 | General Lamadrid |
| Argentino (R)       | 1 - 2 | Sacachispas      |
| Defensores Unidos   | 2 - 1 | Luján            |
| Deportivo Laferrere | 0 - 2 | Talleres (RE)    |
| Cambaceres          | 0 - 0 | Berazategui      |

| Barracas Bolìvar | 1 - 1 | Barracas Central    |
| FC Midland       | 1 - 0 | J. J. Urquiza       |
| San Miguel       | 1 - 1 | Argentino (R)       |
| Sacachispas      | 1 - 1 | Argentino (M)       |
| General Lamadrid | 2 - 0 | Deportivo Laferrere |
| Talleres (RE)    | 1 - 4 | Defensores Unidos   |
| Villa Dálmine    | 0 - 0 | El Porvenir         |
| Fénix            | 0 - 0 | Excursionistas      |
| Luján            | 1 - 3 | Cambaceres          |
| Berazategui      | 1 - 0 | Leandro N. Alem     |

| Deportivo Laferrere | 3 - 0 | Sacachispas      |
| Barracas Bolívar    | 0 - 0 | San Miguel       |
| Barracas Central    | 2 - 0 | FC Midland       |
| Excursionistas      | 2 - 1 | Villa Dálmine    |
| El Porvenir         | 1 - 0 | Berazategui      |
| Defensores Unidos   | 3 - 0 | General Lamadrid |
| Argentino (M)       | 2 - 1 | Argentino (R)    |
| Leandro N. Alem     | 1 - 0 | Luján            |
| Cambaceres          | 0 - 2 | Talleres (RE)    |
| J. J. Urquiza       | 2 - 1 | Fénix            |

| San Miguel       | 1 - 0 | Argentino (M)       |
| Argentino (R)    | 1 - 0 | Deportivo Laferrere |
| General Lamadrid | 2 - 2 | Cambaceres          |
| Luján            | 0 - 0 | El Porvenir         |
| Villa Dálmine    | 1 - 2 | J. J. Urquiza       |
| Fénix            | 2 - 1 | Barracas Central    |
| FC Midland       | 2 - 0 | Barracas Bolívar    |
| Berazategui      | 1 - 0 | Excursionistas      |
| Talleres (RE)    | 2 - 1 | Leandro N. Alem     |
| Sacachispas      | 1 - 1 | Defensores Unidos   |

| FC Midland          | 1 - 1 | San Miguel       |
| Barracas Bolívar    | 1 - 0 | Fénix            |
| Barracas Central    | 3 - 0 | Villa Dálmine    |
| J. J. Urquiza       | 1 - 0 | Berazategui      |
| Excursionistas      | 4 - 3 | Luján            |
| El Porvenir         | 1 - 1 | Talleres (RE)    |
| Leandro N. Alem     | 0 - 0 | General Lamadrid |
| Cambaceres          | 0 - 0 | Sacachispas      |
| Defensores Unidos   | 2 - 1 | Argentino (R)    |
| Deportivo Laferrere | 2 - 0 | Argentino (M)    |

| San Miguel       | 2 - 1 | Deportivo Laferrere |
| Argentino (M)    | 0 - 0 | Defensores Unidos   |
| Argentino (R)    | 5 - 1 | Cambaceres          |
| General Lamadrid | 1 - 1 | El Porvenir         |
| Luján            | 0 - 0 | J. J. Urquiza       |
| Villa Dálmine    | 0 - 0 | Barracas Bolívar    |
| Fénix            | 2 - 0 | FC Midland          |
| Sacachispas      | 2 - 1 | Leandro N. Alem     |
| Talleres (RE)    | 0 - 2 | Excursionistas      |
| Berazategui      | 0 - 0 | Barracas Central    |

| Fénix             | 0 - 2 | San Miguel          |
| FC Midland        | 0 - 1 | Villa Dálmine       |
| Barracas Bolívar  | 0 - 1 | Berazategui         |
| Barracas Central  | 3 - 0 | Luján               |
| El Porvenir       | 1 - 1 | Sacachispas         |
| Cambaceres        | 1 - 0 | Argentino (M)       |
| Defensores Unidos | 0 - 0 | Deportivo Laferrere |
| J. J. Urquiza     | 1 - 1 | Talleres (RE)       |
| Excursionistas    | 2 - 0 | General Lamadrid    |
| Leandro N. Alem   | 1 - 1 | Argentino (R)       |

| Sacachispas         | 0 - 2 | Excursionistas    |
| Talleres (RE)       | 0 - 0 | Barracas Central  |
| San Miguel          | 0 - 2 | Defensores Unidos |
| Deportivo Laferrere | 1 - 1 | Cambaceres        |
| Argentino (M)       | 1 - 1 | Leandro N. Alem   |
| Argentino (R)       | 3 - 2 | El Porvenir       |
| General Lamadrid    | 2 - 3 | J. J. Urquiza     |
| Luján               | 1 - 0 | Barracas Bolívar  |
| Berazategui         | 2 - 2 | FC Midland        |
| Villa Dálmine       | 1 - 0 | Fénix             |

| Barracas Bolívar | 1 - 0 | Talleres (RE)       |
| Villa Dalmine    | 1 - 0 | San Miguel          |
| Fénix            | 3 - 1 | Berazategui         |
| FC Midland       | 0 - 2 | Luján               |
| Barracas Central | 1 - 1 | General Lamadrid    |
| J. J. Urquiza    | 4 - 2 | Sacachispas         |
| Excursionistas   | 3 - 0 | Argentino (R)       |
| El Porvenir      | 1 - 1 | Argentino (M)       |
| Leandro N. Alem  | 1 - 0 | Deportivo Laferrere |
| Cambaceres       | 1 - 0 | Defensores Unidos   |

| Defensores Unidos   | 3 - 0 | Leandro N. Alem  |
| Argentino (M)       | 2 - 0 | Excursionistas   |
| Argentino (R)       | 3 - 0 | J. J. Urquiza    |
| Sacachispas         | 1 - 3 | Barracas Central |
| Luján               | 1 - 1 | Fénix            |
| San Miguel          | 4 - 0 | Cambaceres       |
| Deportivo Laferrere | 1 - 0 | El Porvenir      |
| General Lamadrid    | 3 - 0 | Barracas Bolívar |
| Berazategui         | 0 - 0 | Villa Dálmine    |
| Talleres (RE)       | 1 - 1 | FC Midland       |

| Villa Dálmine    | 1 - 4 | Luján               |
| Fénix            | 5 - 2 | Talleres (RE)       |
| Barracas Bolívar | 4 - 1 | Sacachispas         |
| Barracas Central | 1 - 2 | Argentino (R)       |
| J. J. Urquiza    | 1 - 0 | Argentino (M)       |
| Excursionistas   | 1 - 0 | Deportivo Laferrere |
| El Porvenir      | 1 - 2 | Defensores Unidos   |
| Leandro N. Alem  | 3 - 1 | Cambaceres          |
| FC Midland       | 0 - 0 | General Lamadrid    |
| Berazategui      | 0 - 1 | San Miguel          |

| Defensores Unidos   | 1 - 5 | Excursionistas   |
| Argentino (M)       | 2 - 1 | Barracas Central |
| Argentino (R)       | 2 - 0 | Barracas Bolivar |
| General Lamadrid    | 1 - 2 | Fénix            |
| San Miguel          | 1 - 1 | Leandro N. Alem  |
| Deportivo Laferrere | 1 - 0 | J. J. Urquiza    |
| Sacachispas         | 1 - 1 | FC Midland       |
| Talleres (RE)       | 3 - 0 | Villa Dálmine    |
| Cambaceres          | 2 - 0 | El Porvenir      |
| Lujan               | 1 - 1 | Berazategui      |

| Berazategui      | 1 - 0 | Talleres (RE)       |
| Villa Dálmine    | 4 - 0 | General Lamadrid    |
| Fénix            | 1 - 1 | Sacachispas         |
| FC Midland       | 0 - 0 | Argentino (R)       |
| Barracas Bolivar | 0 - 0 | Argentino (M)       |
| Barracas Central | 2 - 0 | Deportivo Laferrere |
| Excursionistas   | 1 - 0 | Cambaceres          |
| El Porvenir      | 1 - 0 | Leandro N. Alem     |
| Luján            | 1 - 2 | San Miguel          |
| J. J. Urquiza    | 2 - 1 | Defensores Unidos   |

| Argentino (R)       | 0 - 1 | Fénix            |
| San Miguel          | 0 - 1 | El Porvenir      |
| Leandro N. Alem     | 2 - 2 | Excursionistas   |
| Cambaceres          | 2 - 0 | J. J. Urquiza    |
| Defensores Unidos   | 2 - 1 | Barracas Central |
| Deportivo Laferrere | 0 - 1 | Barracas Bolívar |
| Argentino (M)       | 1 - 1 | FC Midland       |
| Sacachispas         | 1 - 0 | Villa Dálmine    |
| General Lamadrid    | 0 - 1 | Berazategui      |
| Talleres (RE)       | 2 - 0 | Luján            |

| Luján            | 2 - 1 | General Lamadrid    |
| Villa Dálmine    | 0 - 1 | Argentino (R)       |
| Fénix            | 0 - 1 | Argentino (M)       |
| Barracas Bolívar | 0 - 0 | Defensores Unidos   |
| Barracas Central | 0 - 1 | Cambaceres          |
| Excursionistas   | 4 - 0 | El Porvenir         |
| J. J. Urquiza    | 1 - 1 | Leandro N. Alem     |
| Talleres (RE)    | 0 - 0 | San Miguel          |
| FC Midland       | 0 - 0 | Deportivo Laferrere |
| Berazategui      | 2 - 2 | Sacachispas         |

| San Miguel          | 2 - 2 | Excursionistas   |
| El Porvenir         | 2 - 2 | J. J. Urquiza    |
| Leandro N. Alem     | 3 - 2 | Barracas Central |
| Defensores Unidos   | 4 - 0 | FC Midland       |
| Argentino (M)       | 1 - 0 | Villa Dálmine    |
| Argentino (R)       | 2 - 0 | Berazategui      |
| General Lamadrid    | 2 - 2 | Talleres (RE)    |
| Cambaceres          | 4 - 2 | Barracas Bolívar |
| Deportivo Laferrere | 1 - 1 | Fénix            |
| Sacachispas         | 2 - 0 | Luján            |

| General Lamadrid | 0 - 0 | San Miguel          |
| Berazategui      | 1 - 0 | Argentino (M)       |
| Villa Dálmine    | 0 - 2 | Deportivo Laferrere |
| Fénix            | 3 - 1 | Defensores Unidos   |
| FC Midland       | 1 - 1 | Cambaceres          |
| Barracas Central | 0 - 0 | El Porvenir         |
| Barracas Bolívar | 4 - 2 | Leandro N. Alem     |
| J. J. Urquiza    | 1 - 1 | Excursionistas      |
| Talleres (RE)    | 3 - 1 | Sacachispas         |
| Luján            | 0 - 0 | Argentino (R)       |

| San Miguel          | 1 - 0 | J. J. Urquiza    |
| El Porvenir         | 1 - 1 | Barracas Bolívar |
| Cambaceres          | 0 - 3 | Fénix            |
| Defensores Unidos   | 1 - 0 | Villa Dálmine    |
| Argentino (M)       | 0 - 0 | Luján            |
| Argentino (R)       | 1 - 1 | Talleres (RE)    |
| Sacachispas         | 2 - 1 | General Lamadrid |
| Leandro N. Alem     | 1 - 1 | FC Midland       |
| Deportivo Laferrere | 1 - 1 | Berazategui      |
| Excursionistas      | 0 - 1 | Barracas Central |

| Sacachispas         | 1 - 0 | San Miguel       |
| Argentino (M)       | 1 - 2 | Talleres (RE)    |
| El Porvenir         | 1 - 0 | FC Midland       |
| J. J. Urquiza       | 0 - 2 | Barracas Central |
| Excursionistas      | 0 - 0 | Barracas Bolívar |
| Leandro N. Alem     | 2 - 0 | Fénix            |
| Argentino (R)       | 0 - 1 | General Lamadrid |
| Cambaceres          | 1 - 1 | Villa Dálmine    |
| Deportivo Laferrere | 2 - 3 | Luján            |
| Defensores Unidos   | 3 - 1 | Berazategui      |

| Fénix            | 4 - 2 | El Porvenir         |
| San Miguel       | 0 - 0 | Barracas Central    |
| Barracas Bolìvar | 1 - 0 | J. J. Urquiza       |
| FC Midland       | 1 - 3 | Excursionistas      |
| Villa Dálmine    | 1 - 1 | Leandro N. Alem     |
| General Lamadrid | 1 - 0 | Argentino (M)       |
| Sacachispas      | 1 - 3 | Argentino (R)       |
| Luján            | 1 - 2 | Defensores Unidos   |
| Talleres (RE)    | 1 - 1 | Deportivo Laferrere |
| Berazategui      | 3 - 2 | Cambaceres          |

| J. J. Urquiza       | 0 - 1 | FC Midland       |
| Argentino (M)       | 2 - 4 | Sacachispas      |
| Deportivo Laferrere | 3 - 1 | General Lamadrid |
| El Porvenir         | 1 - 0 | Villa Dálmine    |
| Leandro N. Alem     | 1 - 0 | Berazategui      |
| Argentino (R)       | 0 - 1 | San Miguel       |
| Defensores Unidos   | 3 - 1 | Talleres (RE)    |
| Cambaceres          | 1 - 1 | Luján            |
| Barracas Central    | 1 - 0 | Barracas Bolìvar |
| Excursionistas      | 4 - 0 | Fénix            |

| Sacachispas      | 2 - 1 | Deportivo Laferrere |
| San Miguel       | 1 - 0 | Barracas Bolívar    |
| FC Midland       | 1 - 1 | Barracas Central    |
| Villa Dálmine    | 0 - 0 | Excursionistas      |
| Berazategui      | 2 - 1 | El Porvenir         |
| General Lamadrid | 1 - 2 | Defensores Unidos   |
| Argentino (R)    | 2 - 1 | Argentino (M)       |
| Luján            | 0 - 0 | Leandro N. Alem     |
| Talleres (RE)    | 1 - 1 | Cambaceres          |
| Fénix            | 0 - 1 | J. J. Urquiza       |

| Barracas Central    | 2 - 0 | Fénix            |
| Barracas Bolívar    | 0 - 1 | FC Midland       |
| Excursionistas      | 2 - 1 | Berazategui      |
| J. J. Urquiza       | 0 - 1 | Villa Dálmine    |
| Argentino (M)       | 2 - 1 | San Miguel       |
| Deportivo Laferrere | 3 - 0 | Argentino (R)    |
| Cambaceres          | 0 - 1 | General Lamadrid |
| El Porvenir         | 0 - 0 | Luján            |
| Leandro N. Alem     | 1 - 1 | Talleres (RE)    |
| Defensores Unidos   | 3 - 1 | Sacachispas      |

| General Lamadrid | 2 - 3 | Leandro N. Alem     |
| Sacachispas      | 4 - 0 | Cambaceres          |
| Argentino (M)    | 2 - 1 | Deportivo Laferrere |
| Argentino (R)    | 5 - 2 | Defensores Unidos   |
| San Miguel       | 0 - 1 | FC Midland          |
| Fénix            | 2 - 1 | Barracas Bolívar    |
| Villa Dálmine    | 1 - 2 | Barracas Central    |
| Berazategui      | 0 - 2 | J. J. Urquiza       |
| Luján            | 1 - 2 | Excursionistas      |
| Talleres (RE)    | 2 - 0 | El Porvenir         |

| Barracas Bolívar    | 0 - 0 | Villa Dálmine    |
| Barracas Central    | 1 - 0 | Berazategui      |
| Deportivo Laferrere | 2 - 2 | San Miguel       |
| Cambaceres          | 0 - 1 | Argentino (R)    |
| Defensores Unidos   | 1 - 2 | Argentino (M)    |
| El Porvenir         | 3 - 2 | General Lamadrid |
| J. J. Urquiza       | 1 - 1 | Luján            |
| FC Midland          | 2 - 1 | Fénix            |
| Leandro N. Alem     | 1 - 1 | Sacachispas      |
| Excursionistas      | 2 - 0 | Talleres (RE)    |

| San Miguel          | 1 - 0 | Fénix             |
| Villa Dálmine       | 0 - 0 | FC Midland        |
| Argentino (R)       | 1 - 2 | Leandro N. Alem   |
| General Lamadrid    | 2 - 0 | Excursionistas    |
| Sacachispas         | 2 - 0 | El Porvenir       |
| Argentino (M)       | 0 - 1 | Cambaceres        |
| Deportivo Laferrere | 0 - 2 | Defensores Unidos |
| Talleres (RE)       | 2 - 0 | J. J. Urquiza     |
| Berazategui         | 1 - 2 | Barracas Bolívar  |
| Luján               | 1 - 2 | Barracas Central  |

| Excursionistas    | 3 - 0 | Sacachispas         |
| Barracas Central  | 0 - 0 | Talleres (RE)       |
| Defensores Unidos | 2 - 0 | San Miguel          |
| Cambaceres        | 0 - 0 | Deportivo Laferrere |
| Leandro N. Alem   | 0 - 0 | Argentino (M)       |
| El Porvenir       | 1 - 0 | Argentino (R)       |
| J. J. Urquiza     | 2 - 0 | General Lamadrid    |
| Barracas Bolívar  | 0 - 2 | Luján               |
| FC Midland        | 1 - 1 | Berazategui         |
| Fénix             | 1 - 2 | Villa Dálmine       |

| General Lamadrid    | 2 - 1 | Barracas Central |
| Argentino (R)       | 4 - 1 | Excursionistas   |
| Deportivo Laferrere | 2 - 1 | Leandro N. Alem  |
| Talleres (RE)       | 1 - 0 | Barracas Bolívar |
| San Miguel          | 2 - 1 | Villa Dalmine    |
| Berazategui         | 0 - 2 | Fénix            |
| Luján               | 1 - 0 | FC Midland       |
| Sacachispas         | 1 - 3 | J. J. Urquiza    |
| Argentino (M)       | 1 - 1 | El Porvenir      |
| Defensores Unidos   | 4 - 2 | Cambaceres       |

| El Porvenir      | 1 - 3 | Deportivo Laferrere |
| Leandro N. Alem  | 0 - 0 | Defensores Unidos   |
| Excursionistas   | 1 - 0 | Argentino (M)       |
| J. J. Urquiza    | 2 - 0 | Argentino (R)       |
| Barracas Central | 2 - 0 | Sacachispas         |
| Fénix            | 2 - 1 | Luján               |
| Cambaceres       | 2 - 0 | San Miguel          |
| Barracas Bolívar | 2 - 1 | General Lamadrid    |
| Villa Dálmine    | 1 - 0 | Berazategui         |
| FC Midland       | 1 - 0 | Talleres (RE)       |

| Luján               | 0 - 1 | Villa Dálmine    |
| Talleres (RE)       | 5 - 1 | Fénix            |
| Sacachispas         | 2 - 0 | Barracas Bolívar |
| Argentino (R)       | 1 - 2 | Barracas Central |
| Argentino (M)       | 3 - 1 | J. J. Urquiza    |
| Deportivo Laferrere | 1 - 1 | Excursionistas   |
| Defensores Unidos   | 1 - 1 | El Porvenir      |
| Cambaceres          | 1 - 1 | Leandro N. Alem  |
| General Lamadrid    | 0 - 1 | FC Midland       |
| San Miguel          | 1 - 0 | Berazategui      |

| Excursionistas   | 2 - 1 | Defensores Unidos   |
| Barracas Central | 3 - 0 | Argentino (M)       |
| Barracas Bolívar | 1 - 0 | Argentino (R)       |
| Fénix            | 2 - 2 | General Lamadrid    |
| J. J. Urquiza    | 0 - 0 | Deportivo Laferrere |
| Villa Dálmine    | 0 - 2 | Talleres (RE)       |
| El Porvenir      | 3 - 1 | Cambaceres          |
| Berazategui      | 1 - 2 | Luján               |
| Leandro N. Alem  | 1 - 1 | San Miguel          |
| FC Midland       | 0 - 0 | Sacachispas         |

| Sacachispas         | 1 - 0 | Fénix            |
| General Lamadrid    | 1 - 0 | Villa Dálmine    |
| Argentino (M)       | 0 - 0 | Barracas Bolívar |
| Cambaceres          | 1 - 0 | Excursionistas   |
| Leandro N. Alem     | 0 - 1 | El Porvenir      |
| Defensores Unidos   | 0 - 2 | J. J. Urquiza    |
| Talleres (RE)       | 0 - 1 | Berazategui      |
| Argentino (R)       | 3 - 0 | FC Midland       |
| Deportivo Laferrere | 0 - 2 | Barracas Central |
| San Miguel          | 2 - 0 | Luján            |

| Villa Dálmine    | 2 - 0 | Sacachispas         |
| J. J. de Urquiza | 1 - 1 | Cambaceres          |
| Excursionistas   | 2 - 0 | Leandro N. Alem     |
| Barracas Central | 1 - 1 | Defensores Unidos   |
| Fénix            | 0 - 2 | Argentino (R)       |
| Berazategui      | 3 - 0 | General Lamadrid    |
| Barracas Bolívar | 1 - 3 | Deportivo Laferrere |
| El Porvenir      | 2 - 0 | San Miguel          |
| FC Midland       | 2 - 1 | Argentino (M)       |
| Luján            | 0 - 1 | Talleres (RE)       |

| Sacachispas         | 2 - 1 | Berazategui      |
| General Lamadrid    | 2 - 1 | Luján            |
| Argentino (R)       | 1 - 1 | Villa Dálmine    |
| Argentino (M)       | 0 - 0 | Fénix            |
| Defensores Unidos   | 2 - 1 | Barracas Bolívar |
| Cambaceres          | 0 - 3 | Barracas Central |
| Leandro N. Alem     | 3 - 3 | J. J. Urquiza    |
| San Miguel          | 0 - 2 | Talleres (RE)    |
| Deportivo Laferrere | 0 - 1 | FC Midland       |
| El Porvenir         | 1 - 0 | Excursionistas   |

| J. J. Urquiza    | 1 - 2 | El Porvenir         |
| Excursionistas   | 2 - 1 | San Miguel          |
| Barracas Central | 2 - 0 | Leandro N. Alem     |
| FC Midland       | 1 - 0 | Defensores Unidos   |
| Villa Dálmine    | 2 - 2 | Argentino (M)       |
| Berazategui      | 2 - 0 | Argentino (R)       |
| Talleres (RE)    | 0 - 0 | General Lamadrid    |
| Barracas Bolívar | 1 - 2 | Cambaceres          |
| Fénix            | 0 - 1 | Deportivo Laferrere |
| Luján            | 0 - 1 | Sacachispas         |

| El Porvenir         | 1 - 2 | Barracas Central |
| Excursionistas      | 0 - 0 | J. J. Urquiza    |
| Sacachispas         | 5 - 0 | Talleres (RE)    |
| San Miguel          | 2 - 1 | General Lamadrid |
| Argentino (M)       | 0 - 1 | Berazategui      |
| Deportivo Laferrere | 3 - 2 | Villa Dálmine    |
| Defensores Unidos   | 1 - 1 | Fénix            |
| Cambaceres          | 0 - 1 | FC Midland       |
| Leandro N. Alem     | 0 - 0 | Barracas Bolívar |
| Argentino (R)       | 1 - 0 | Luján            |

| J. J. Urquiza    | 3 - 2 | San Miguel          |
| Barracas Bolívar | 2 - 3 | El Porvenir         |
| Fénix            | 3 - 3 | Cambaceres          |
| Villa Dálmine    | 1 - 0 | Defensores Unidos   |
| Luján            | 3 - 0 | Argentino (M)       |
| Talleres (RE)    | 2 - 1 | Argentino (R)       |
| General Lamadrid | 2 - 2 | Sacachispas         |
| FC Midland       | 1 - 1 | Leandro N. Alem     |
| Berazategui      | 1 - 1 | Deportivo Laferrere |
| Barracas Central | 0 - 0 | Excursionistas      |

## Torneo reducido
Los equipos ubicados desde el 2.º lugar hasta el 9.º lugar participan del torneo reducido, el ganador participa de la promoción por el ascenso a la Primera B.
Nota: En los cuartos de final solo habrá partidos de ida.
|  | Cuartos de final               | Cuartos de final               | Cuartos de final               |                |   | Semifinales                  | Semifinales                  | Semifinales                  |  |  | Final                       | Final                       | Final                       |
|  | del 20 de abril al 21 de abril | del 20 de abril al 21 de abril | del 20 de abril al 21 de abril |                |   | del 24 de abril al 3 de mayo | del 24 de abril al 3 de mayo | del 24 de abril al 3 de mayo |  |  | del 8 de mayo al 13 de mayo | del 8 de mayo al 13 de mayo | del 8 de mayo al 13 de mayo |
|  |                                |                                |                                |                |   |                              |                              |                              |  |  |                             |                             |                             |
|  | Excursionistas                 | 2                              |                                |                |   |                              |                              |                              |  |  |                             |                             |                             |
|  | San Miguel                     | 0                              |                                |                |   |                              |                              |                              |  |  |                             |                             |                             |
|  | San Miguel                     | 0                              |                                | Excursionistas | 2 | 2                            |                              |                              |  |  |                             |                             |                             |
|  |                                |                                |                                | Excursionistas | 2 | 2                            |                              |                              |  |  |                             |                             |                             |
|  |                                | FC Midland                     | 2                              | 0              |   |                              |                              |                              |  |  |                             |                             |                             |
|  | Defensores Unidos              | FC Midland                     | 2                              | 0              | 0 |                              |                              |                              |  |  |                             |                             |                             |
|  | Defensores Unidos              |                                |                                |                | 0 |                              |                              |                              |  |  |                             |                             |                             |
|  | FC Midland                     | 1                              |                                |                |   |                              |                              |                              |  |  |                             |                             |                             |
|  |                                |                                |                                |                |   |                              |                              |                              |  |  | Excursionistas              | 1                           | 0                           |
|  |                                |                                | Talleres (RE)                  | 1              | 1 |                              |                              |                              |  |  |                             |                             |                             |
|  | Sacachispas                    | 0                              |                                |                |   |                              |                              |                              |  |  |                             |                             |                             |
|  | El Porvenir                    | 0                              |                                |                |   |                              |                              |                              |  |  |                             |                             |                             |
|  | El Porvenir                    | 0                              |                                | Sacachispas    | 0 | 1                            |                              |                              |  |  |                             |                             |                             |
|  |                                |                                |                                | Sacachispas    | 0 | 1                            |                              |                              |  |  |                             |                             |                             |
|  |                                | Talleres (RE)                  | 1                              | 2              |   |                              |                              |                              |  |  |                             |                             |                             |
|  | Talleres (RE)                  | Talleres (RE)                  | 1                              | 2              | 2 |                              |                              |                              |  |  |                             |                             |                             |
|  | Talleres (RE)                  |                                |                                |                | 2 |                              |                              |                              |  |  |                             |                             |                             |
|  | J. J. Urquiza                  | 0                              |                                |                |   |                              |                              |                              |  |  |                             |                             |                             |

## Promociones

### Primera B - Primera C
Esta promoción se definirá entre Almagro (penúltimo del promedio de la Primera B Metropolitana y el campeón del torneo reducido de la Primera C Talleres (RE)  y se jugarán en partidos de ida y vuelta. Talleres (RE) hará de local en el primer partido de la llave, mientras que Almagro jugará de local, en el partido de vuelta de la llave.
| Talleres (RE)                                      | 0 - 3 | Almagro       | Talleres de Remedios de Escalada | 18 de mayo | 13:00 (TV) |
| Almagro                                            | 1 - 0 | Talleres (RE) | Tres de Febrero                  | 22 de mayo | 15:00 (TV) |
| Almagro mantuvo la categoría con un global de 4-0. |       |               |                                  |            |            |

### Primera C - Primera D
Esta promoción se definirá entre Argentino (R) penúltimo del promedio de la Primera C y el campeón del torneo reducido de la Primera D Liniers y se jugarán en partidos de ida y vuelta. Liniers hará de local en el primer partido de la llave, mientras que Argentino (R) jugará de local, en el partido de vuelta de la llave.
| Liniers                                               | 3 - 1 | Argentino (R) | Juan Antonio Arias | 18 de mayo | 15:00 |
| Argentino (R)                                         | 1 - 0 | Liniers       | José María Olaeta  | 22 de mayo | 15:00 |
| Liniers ascendió a la Primera C con un global de 3-2. |       |               |                    |            |       |

## Goleadores
| Jugador         | Equipo            | Goles |
| --------------- | ----------------- | ----- |
| Carlos Salom    | Barracas Central  | 18    |
| Angel Lema      | Defensores Unidos | 16    |
| Ezequiel Cerica | Excusionistas     | 16    |
| Diego Toledo    | J.J. Urquiza      | 14    |
| Lucas Del Río   | Barracas Central  | 13    |